# Человек, который отказывался умирать
«Человек, который отказывался умирать» — телефильм американского режиссёра Билла Кондона, вышедший на экраны в 1994 году.

## Сюжет
Экстрасенс Джесси Галлардо переживает видения, в которых описанные в популярном детективном романе преступления должны произойти на самом деле, что со временем и случается. Она рассказывает об этом писателю Томасу Грэйсу, автору книги. Вместе они пытаются заманить в ловушку преступника Бернарда Дрейка, который бежал из тюрьмы, имитировав свою смерть при пожаре. Дрейк, являвшийся прототипом героя книги Грейса, одержим манией величия и хочет вернуть себе якобы похищенную создателем бестселлера славу искусного убийцы.

## В ролях
- Роджер Мур — Томас Грэйс
- Малкольм Макдауэлл — Бернард Дрейк
- Нэнси Аллен — Джесси Галлардо
- Джексон Дэвис — лейтенант Пауэрс
- Эрик Маккормак — Джек Салливан